# Divizia Națională (1997/1998)
Sezon 1997/98 był 7. edycją rozgrywek o mistrzostwo Mołdawii. Tytułu mistrza kraju nie obronił Constructorul Kiszyniów. Został nim zespół Zimbru Kiszyniów. Tytuł króla strzelców przypadł Sergejowi Clescence, który w barwach Zimbru Kiszyniów strzelił 25 goli.

## Zespoły
| Uczestnicy poprzedniej edycji                                                                                 | Uczestnicy poprzedniej edycji | Uczestnicy poprzedniej edycji | Uczestnicy poprzedniej edycji |
| --- | ----------------------------- | ----------------------------- | ----------------------------- |
| CKI | Constructorul Kiszyniów       | 1                             |                               |
| ZKI | Zimbru Kiszyniów              | 2                             |                               |
| TIL | Tiligul Tyraspol              | 3                             |                               |
| NOT | Nistru Otaci                  | 4                             |                               |
| OLB | Olimpia Bielce                | 5                             |                               |
| SPE | Speranța Nisporeni            | 6                             |                               |
| DNB | Dinamo Bendery                | 7                             |                               |
| LOB | Locomotiva Basarabeasca       | 8                             |                               |
| UNI | Unisport Kiszyniów            | 9                             |                               |
| AGR | Agro Kiszyniów                | 11                            |                               |
| VIC | Victoria Cahul                | 12                            |                               |
| Spadek z Divizia Națională                                                                                    |                               |                               |                               |
| MHM | MHM-93 Kiszyniów              | 13                            |                               |
| CHR | Ciuhur Ocnița                 | 14                            |                               |
| SPU | Spumante Cricova              | 15                            |                               |
| ATT | Attila Ungheni                | 16                            |                               |
| Awans z Divizia A                                                                                             |                               |                               |                               |
| MDG | Moldova-Gaz Kiszyniów         |                               |                               |
| ROM | Roma Bielce                   |                               |                               |
| STI | Stimold-MIF Kiszyniów         |                               |                               |
| Oznaczenia: - kolumna pierwsza – skróty nazw drużyn, - kolumna trzecia – miejsce zajęte w poprzednim sezonie. |                               |                               |                               |

## Tabela końcowa
|    | Klub                    | M  | Z  | R | P  | Br+ | Br- | Pkt |
| 1  | Zimbru Kiszyniów        | 26 | 22 | 3 | 1  | 75  | 8   | 69  |
| 2  | Tiligul Tyraspol        | 26 | 19 | 2 | 5  | 45  | 20  | 59  |
| 3  | Constructorul Kiszyniów | 26 | 17 | 3 | 6  | 54  | 32  | 54  |
| 4  | Nistru Otaci            | 26 | 13 | 6 | 7  | 36  | 20  | 45  |
| 5  | Moldova-Gaz Kiszyniów   | 26 | 14 | 2 | 10 | 38  | 28  | 44  |
| 6  | Olimpia Bielce          | 26 | 12 | 8 | 6  | 40  | 21  | 44  |
| 7  | Unisport Kiszyniów      | 26 | 11 | 5 | 10 | 23  | 32  | 38  |
| 8  | Roma Bielce             | 26 | 10 | 7 | 9  | 40  | 32  | 37  |
| 9  | Agro Kiszyniów          | 26 | 10 | 3 | 13 | 27  | 35  | 33  |
| 10 | Locomotiva Basarabeasca | 26 | 6  | 7 | 13 | 21  | 43  | 25  |
| 11 | Victoria Cahul          | 26 | 6  | 6 | 14 | 20  | 42  | 24  |
| 12 | Dinamo Bendery          | 26 | 6  | 4 | 16 | 19  | 47  | 22  |
| 13 | Stimold-MIF Kiszyniów   | 26 | 2  | 7 | 17 | 19  | 60  | 13  |
| 14 | Speranța Nisporeni      | 26 | 0  | 5 | 21 | 9   | 46  | 3   |

|  | Kwalifikiacje do Ligi Mistrzów |
|  | Kwalifikacje do Pucharu UEFA   |
|  | Puchar Zdobywców Pucharów      |
|  | Baraż o utrzymanie             |
|  | Spadek                         |

## Baraże o utrzymanie
18 czerwca 1998, Dubosary:
Energhetic Dubosary 0-2 Agro Kiszyniów
22 czerwca 1998, Kiszyniów:
Agro Kiszyniów 7-1 Energhetic Dubosary
Agro Kiszyniów utrzymało się w 1. lidze.

## Najlepsi Strzelcy
|   | Piłkarz          | Klub             | Gole |
| - | ---------------- | ---------------- | ---- |
| 1 | Sergej Clescenco | Zimbru Kiszyniów | 25   |
| 2 | Jurie Miterew    | Zimbru Kiszyniów | 17   |
| 3 | Sergej Rogaciow  | Olimpia Bielce   | 15   |